# Хольмберг, Карл-Эрик
Карл-Эрик Самуэ́ль Хо́льмберг (швед. Carl-Erik Samuel Holmberg; 17 июля 1906 — 5 июня 1991) — шведский футболист, играл на позиции нападающего. Участник чемпионата мира 1934 года.

## Биография

### Клубная карьера
Всю футбольную карьеру, насчитывающую 16 сезонов, Хольмберг играл только за «Эргрюте». В 1926 и 1928 годах с этой командой становился победителем лиги Аллсвенскан, а до этого в 1924 году выиграл Шведскую серию. В 1926, 1928 и 1932 годах он становился лучшим бомбардиром чемпионата страны. В 1926 и 1932 годах Хольмберг забил 29 голов, в 1928 году 27 голов. Всего за «Эргрюте» сыграл 260 матчей и забил 193 гола и в 1939 году завершил карьеру игрока.

### Карьера в сборной
Дебютировал за сборную Швеции 13 июня 1926 года в товарищеском матче со сборной Чехословакии — та встреча завершилась со счётом 2:2. Хольмберг в том матче забил гол, который оказался для него дебютным в составе национальной сборной.
В составе сборной Швеции принимал участие на чемпионате мира 1934 года, но на том турнире был запасным и не играл. Всего за сборную Швеции сыграл 14 матчей и забил 8 голов.

### Смерть
Скончался 5 июня 1991 года в возрасте 86 лет.

## Достижения

### Командные
«Эргрюте»
- Победитель Шведской серии[англ.] (1) : 1923/24
- Чемпион Швеции (2) : 1925/26, 1927/28

### Личные
- Лучший бомбардир чемпионата Швеции (3): 1925/26 (29 голов), 1927/28 (27 голов), 1931/32 (29 голов)